# 吊丝球竹
吊丝球竹（学名：Bambusa beecheyana），又名南洋竹或釣絲球竹，为禾本科簕竹属下的一个种。

## 扩展阅读
- 維基物種上的相關：吊丝球竹